# Partido de Unidad Proletaria
El Partido de Unidad Proletaria (PUP, Parti d'unité prolétarienne en francés) fue un partido político francés activo entre 1930 y 1937.
Fue fundado en 1930 a partir de la fusión de dos pequeños partidos escindidos del Partido Comunista Francés, el Partido Obrero y Campesino (Parti ouvrier et paysan, POP en francés) y el Partido Socialista Comunista (Parti socialiste communiste, PSC). 
Llegó a conseguir 10 escaños en la Cámara de Diputados de la III República francesa. Se disolvió en 1937 para integrarse en la Sección Francesa de la Internacional Obrera (SFIO).
- Datos: Q534291